# ویلیام چان
ویلیام چان (انگلیسی: William Chan؛ زادهٔ ۲۱ نوامبر ۱۹۸۵) خواننده، و هنرپیشه اهل جمهوری خلق چین است.
در سال ۲۰۰۳ ، او در مسابقات بین المللی قهرمانی آواز استعدادهای جدید چینی در هنگ کنگ شرکت کرد و چندین جایزه را از آن خود کرد. سپس با گروه سرگرمی امپراتور (EEG) به عنوان یک استعداد جدید قرارداد بست و در برنامه های تلویزیونی به عنوان مجری ظاهر شد.
در ۲۰۰۶ به عضویت گروه موسیقی کانتونی-پاپ Sun Boy'z در آمد و سه آلبوم منتشر کردند و در ۲۰۰۸ گروه منحل شد.

## فیلم
| سال  | نام                        | نقش         |
| ---- | -------------------------- | ----------- |
| ۲۰۱۴ | هنگامی که چراغ خاموش می‌شود | جانگ وِنجیان |
| ۲۰۱۸ | چنگیزخان                   | چنگیز خان   |
| ۲۰۱۸ | حمله هوایی                 | چِنگ تینگ    |